# Nachimowo (Kaliningrad)
Nachimowo (russisch Нахимово, deutsch Perkuiken und Wilhelminenhof) ist ein Ort in der russischen Oblast Kaliningrad. Er gehört zur kommunalen Selbstverwaltungseinheit Stadtkreis Polessk im Rajon Polessk. Die Ortsstelle Wilhelminenhof ist verlassen. Der Ort Nachimowo erstreckt sich auch auf die Ortsstellen Klein Scharlack und Kammerlack (ru. zusammen zunächst Jermolowo).

## Geographische Lage
Nachimowo liegt südwestlich der jetzigen Rajonshauptstadt Polessk (Labiau) und nordwestlich der einstigen Kreisstadt Snamensk (Wehlau) an der russischen Fernstraße R 512. Bis 1945 waren die damals Roddau bzw. Perkuiken genannten Ortschaften Bahnstationen an der Bahnstrecke Tapiau–Labiau (russisch: Gwardeisk–Polessk) der Wehlau–Friedländer Kreisbahnen, die nicht mehr betrieben wird.

## Geschichte

### Perkuiken
Bereits vor 1419 wurde der Ort Perkuiken gegründet, der direkt an der Hauptstraße zwischen Tapiau und Labiau lag, 22,5 Kilometer nordwestlich von Wehlau. Auch war hier bis 1945 eine Bahnstation der Wehlau–Friedländer Kreisbahnen. Seit 1874 gehörte Perkuiken zum Amtsbezirk Goldbach (heute russisch: Slawinsk) im Kreis Wehlau im Regierungsbezirk Königsberg in der preußischen Provinz Ostpreußen. Im Jahre 1910 zählte der Gutsbezirk Perkuiken 245 Einwohner.

### Roddau
Roddau erfuhr seine Gründung im Jahre 1750 und bestand vor 1945 aus einem sehr großen Hof, 21 Kilometer nordwestlich von Wehlau (heute russisch: Snamensk). Um 1880 war Albert Leon von Klinski Gutspächter auf Roddau. Im Jahre 1910 waren im Gutsbezirk Roddau 158 Einwohner registriert.

### Adamswalde
Ein Wohnplatz von Perkuiken war der kleine Ort Adamswalde. Der Ort bestand im Wesentlichen aus einem großen Hof und war Vorwerk von Perkuiken. Der Ort ist heute nicht mehr existent.

### Wilhelminenhof
Das kleine Gutsdorf Wilhelminenhof gehörte 1945 zwar zum Kreis Wehlau, war aber aufgrund seiner Lage schon sehr nach Labiau hin orientiert. 1874 kam der Ort zum Amtsbezirk Goldbach (heute russisch: Slawinsk) in der Provinz Ostpreußen. 1910 wurden hier 12 Einwohner gezählt. Wilhelminenhof war bis 1928 eigenständig, bevor es in die Landgemeinde Roddau-Perkuiken eingemeindet wurde.

### Gemeinde Roddau-Perkuiken
Nachdem im Jahre 1923 Roddau und Perkuiken zu einer Gemeinde vereinigt worden waren, erhielt diese Landgemeinde am 30. September 1928 neuen „Zuwachs“: die Gutsbezirke Wilhelminenhof und Perpolken (heute russisch: Belowo) wurden eingegliedert und ließen die Zahl der Einwohner bis 1933 auf 429 und bis 1939 auf 398 ansteigen. Bis 1945 war die Gemeinde Teil des Amtsbezirks Goldbach im Kreis Wehlau. Das Gebiet der Gemeinde Roddau-Perkuiken umfasste die Ortschaften Wilhelminenhof im Nordwesten (westlich der Hauptstraße), Perkuiken in der Mitte an der Hauptstraße, Adamswalde im Westen (westlich der Hauptstraße), Roddau im Südosten (östlich der Hauptstraße) und Popelken im Südwesten (westlich der Hauptstraße).

### Nachimowo

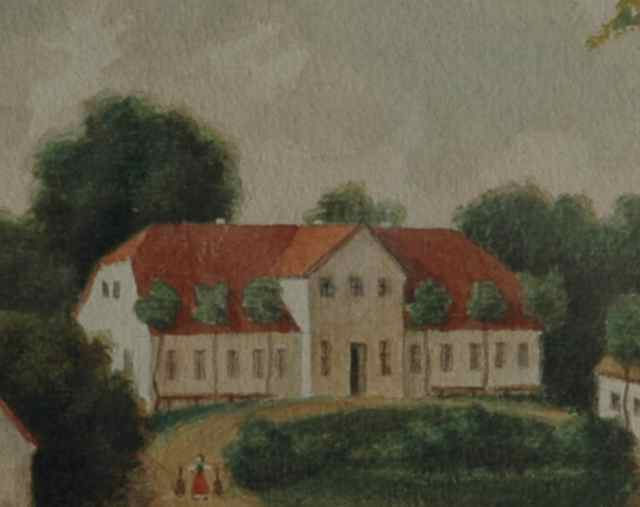
Rittergut Perkuiken

Im Jahr 1950 wurden die beiden Ortschaften Perkuiken und Wilhelminenhof in Nachimowo umbenannt. Gleichzeitig wurde Nachimowo zunächst in den Dorfsowjet Mordowski selski Sowet im Rajon Polessk eingeordnet und gelangte schließlich in den Slawjanski selski Sowet. Vermutlich vor 1976 wurde der Ort Jermolowo (dt. Klein Scharlack und Kammerlack) an Nachimowo angeschlossen. Von 2008 bis 2016 gehörte Nachimowo zur Landgemeinde Turgenewskoje selskoje posselenije und seither zum Stadtkreis Polessk.

## Kirche
Bis 1945 gehörten Roddau, Perkuiken, Adamswalde und Wilhelminenhof mit ihrer überwiegend evangelischen Bevölkerung zum Kirchspiel der Kirche Goldbach (Ostpreußen). Es war Teil des Kirchenkreises Wehlau in der Kirchenprovinz Ostpreußen der Kirche der Altpreußischen Union. Heute liegt Nachimowo im Einzugsbereich der evangelisch-lutherischen Gemeinde der Kirche Groß Legitten (russisch: Turgenewo), einer Filialgemeinde der Auferstehungskirche in Kaliningrad (Königsberg) in der Propstei Kaliningrad der Evangelisch-lutherischen Kirche Europäisches Russland.

## Söhne und Töchter des Ortes
- August von Kleist (1818–1890), geboren in Perkuiken, preußischer Generalmajor